# Esther Vilar

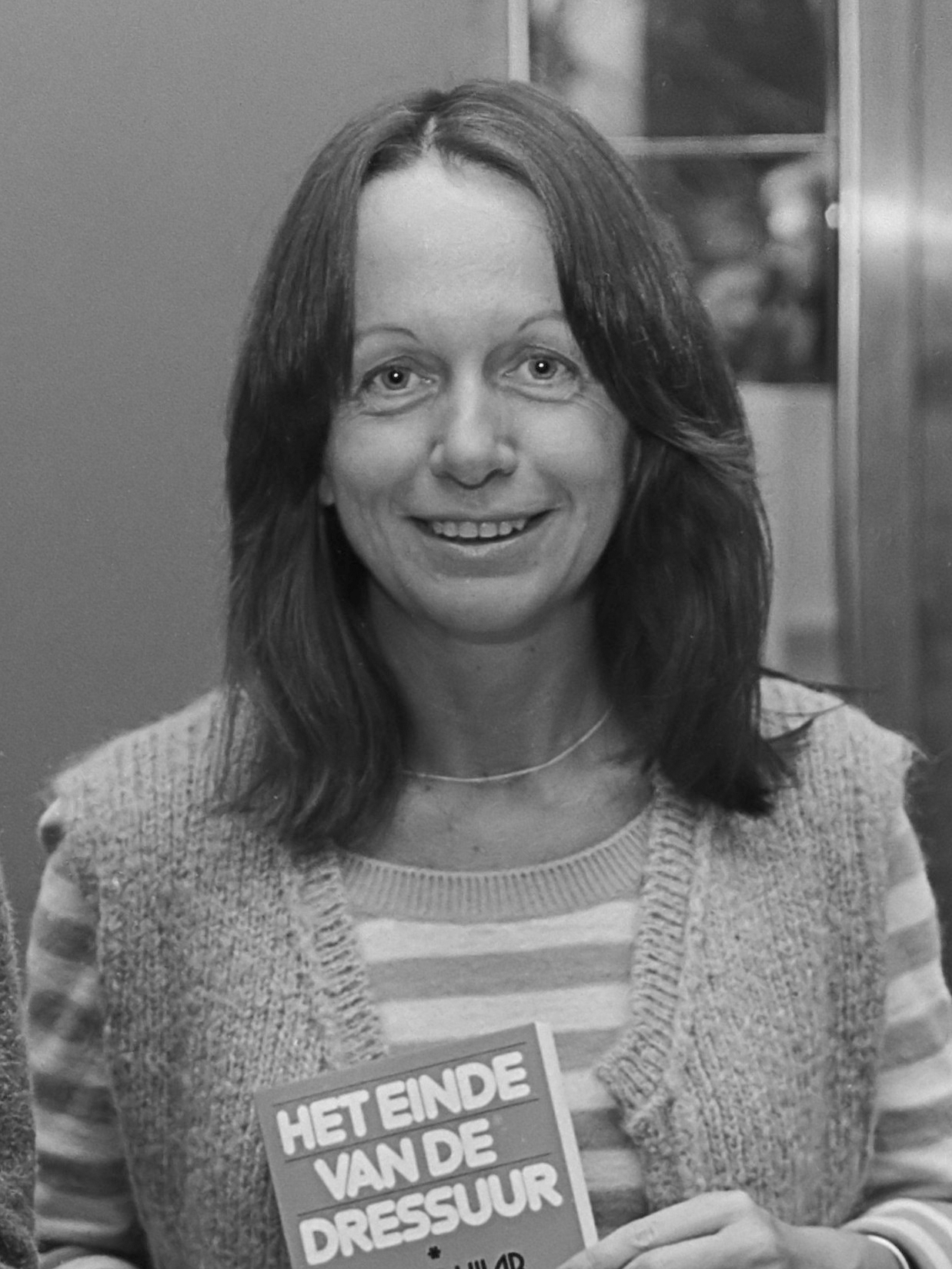
Esther Vilar (1977)

Esther Vilar, geboren Esther Margareta Katzen, (Buenos Aires, 16 september 1935) is een Argentijnse schrijfster van Duitse afkomst.
Haar Joodse ouders waren geëmigreerd uit Duitsland. Voordat zij ging schrijven volgde zij opleidingen in geneeskunde en sociologie. Ze is vooral bekend van haar boek De gedresseerde man en de verschillende opvolgers daarvan, die betogen dat, in tegenstelling tot de opvatting van het feminisme, vrouwen in de geïndustrialiseerde culturen niet onderdrukt worden, maar volgens een vast systeem mannen manipuleren. Haar hoofdwerk werd in tientallen talen vertaald.
Haar standpunten riepen de nodige discussie op. Zo ging ze in 1975 publiekelijk in debat met Alice Schwarzer die de Joodse schrijfster, behalve voor seksist, uitmaakte voor fascist, waarbij ze haar werk vergeleek met het antisemitische nazi-tijdschrift Der Stürmer.